# Добрая Воля (Брестская область)
Добрая Воля (бел. Добрая Воля) — деревня в Пинском районе Брестской области Республики Беларусь. Входит в состав Оснежицкого сельсовета. Население — 154 человека (2019). Расположена в 3-х километрах от г. Пинска и в 1-м километре от д. Оснежицы.

## Состав
Четыре улицы: Пинская, 1-я Садовая, 2-я Садовая, 3-я Садовая. 

## Инфраструктура
Расположен магазин.

## Транспорт
Рейсовый автобус, проходящий через Добрую Волю, идёт по маршруту Пинск-Купятичи через д. Галево, Добрая Воля, Оснежицы, Бояры, Любель, Купятичи, Почапово, Высокое, Пинковичи, Вышевичи. Также ходят маршрутки примерно через каждые 2 часа по маршруту Пинск-Любель. 

## Экономика
В 2006 году ОАО «Добрая Воля» присоединили к ОАО «Оснежицкое».

## Достопримечательность
- Мемориальный комплекс жертвам холокоста